# Anisodes eoraria
Anisodes eoraria là một loài bướm đêm trong họ Geometridae.